# Karl Erckert
Karl Erckert (Merano, 2 giugno 1894 – Bolzano, 15 dicembre 1955) è stato un politico italiano, altoatesino di lingua tedesca, e precedentemente militare austriaco.

## Biografia
Esponente della Südtiroler Volkspartei, è stato il primo presidente della Provincia di Bolzano, carica cui fu eletto nel 1948.
In precedenza era stato sindaco di Merano a partire dal 1943, negli anni della Zona di Operazione delle Prealpi, voluto dall'amministrazione nazista per la sua indipendenza politica (né vicino alla Resistenza, né ai nazisti). Entrò subito dopo la fine del conflitto nella neonata SVP, divenendo il tesoriere del partito. Nel 1948 fu eletto al consiglio regionale del Trentino-Alto Adige, e di conseguenza in quello provinciale, ove in quanto candidato più votato ottenne la nomina a presidente della giunta. Confermato alle successive elezioni del 1952, morì improvvisamente nel 1955 durante una seduta della giunta provinciale. Gli succedette Alois Pupp, anch'egli esponente SVP.
A Karl Erckert è stata dedicata la scuola elementare della frazione meranese di Maia Bassa.

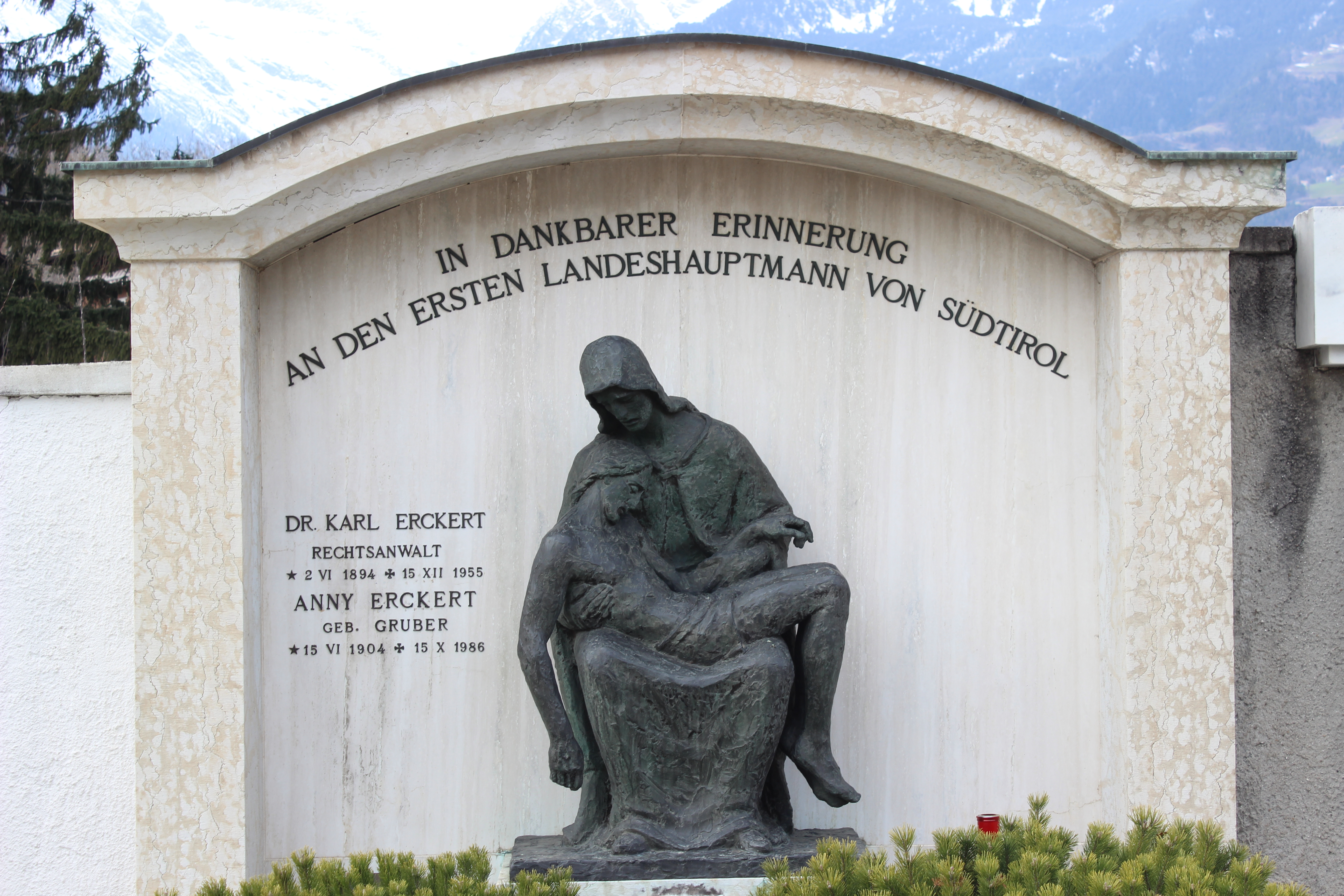
La tomba di Erckert e della moglie Anny Gruber al cimitero di Maia Bassa.